# Phaonia aureola
Phaonia aureola este o specie de muște din genul Phaonia, familia Muscidae, descrisă de Shinonaga și Tadao Kano în anul 1971. Conform Catalogue of Life specia Phaonia aureola nu are subspecii cunoscute.